# Under Western Skies (film 1913)
Under Western Skies è un cortometraggio muto del 1913 diretto da Al Christie.

## Produzione
Il film fu prodotto dalla Nestor Film Company.

## Distribuzione
Distribuito dall'Universal Film Manufacturing Company, il film - un cortometraggio di una bobina - uscì nelle sale cinematografiche USA il 22 ottobre 1913 1913.